# Ubon Ratchathani (stad)
Ubon Ratchathani (Thais: อุบลราชธานี, ook wel Ubon) is een stad in het noordoosten van Thailand. Het is de hoofdstad en het administratieve centrum van de provincie Ubon Ratchathani. In 2000 had de stad 106.552 inwoners. Ubon ligt aan de noordkant van de rivier Mun en is aan het einde van de 18e eeuw gesticht door Lao-immigranten.
De stad staat bekend om haar jaarlijks kaarsen-festival in juli, waarbij gigantische kaarsen in een optocht door de stad gereden worden. Verder bevinden zich een aantal bijzondere tempels in Ubon. Wat Tung Sri Muang staat bekend om haar houten antieke bibliotheek in de traditionele Thaise stijl. In Wat Nong Bua heeft men een kopie van de chedi van Bodhgaya gebouwd. Sinds 1965 is de stad zetel van het rooms-katholieke bisdom Ubon Ratchathani.
Ten zuiden van de rivier ligt Warin Chamrab, een voorstad die aan Ubon Ratchathani vastgroeit. Het gebied tussen Ubon en Warin Chamrab is een populaire plaats voor de vestiging van mega-stores. Het treinstation van Ubon Ratchathani bevindt zich in Warin Chamrab, wat bij toeristen soms tot desoriëntatie en verwarring leidt.
Het internationaal vliegveld van Ubon was tijdens de Vietnamoorlog een van de belangrijke Amerikaanse militaire bases in Thailand, van waaruit bommenwerpers vertrokken voor missies boven Vietnam, Laos en Cambodja. Thans heeft de Koninklijke Thaise luchtmacht een basis nabij de stad waar F-5-gevechtsvliegtuigen gestationeerd zijn.

## Geboren
- Jacques Vergès (1925-2013), Frans advocaat

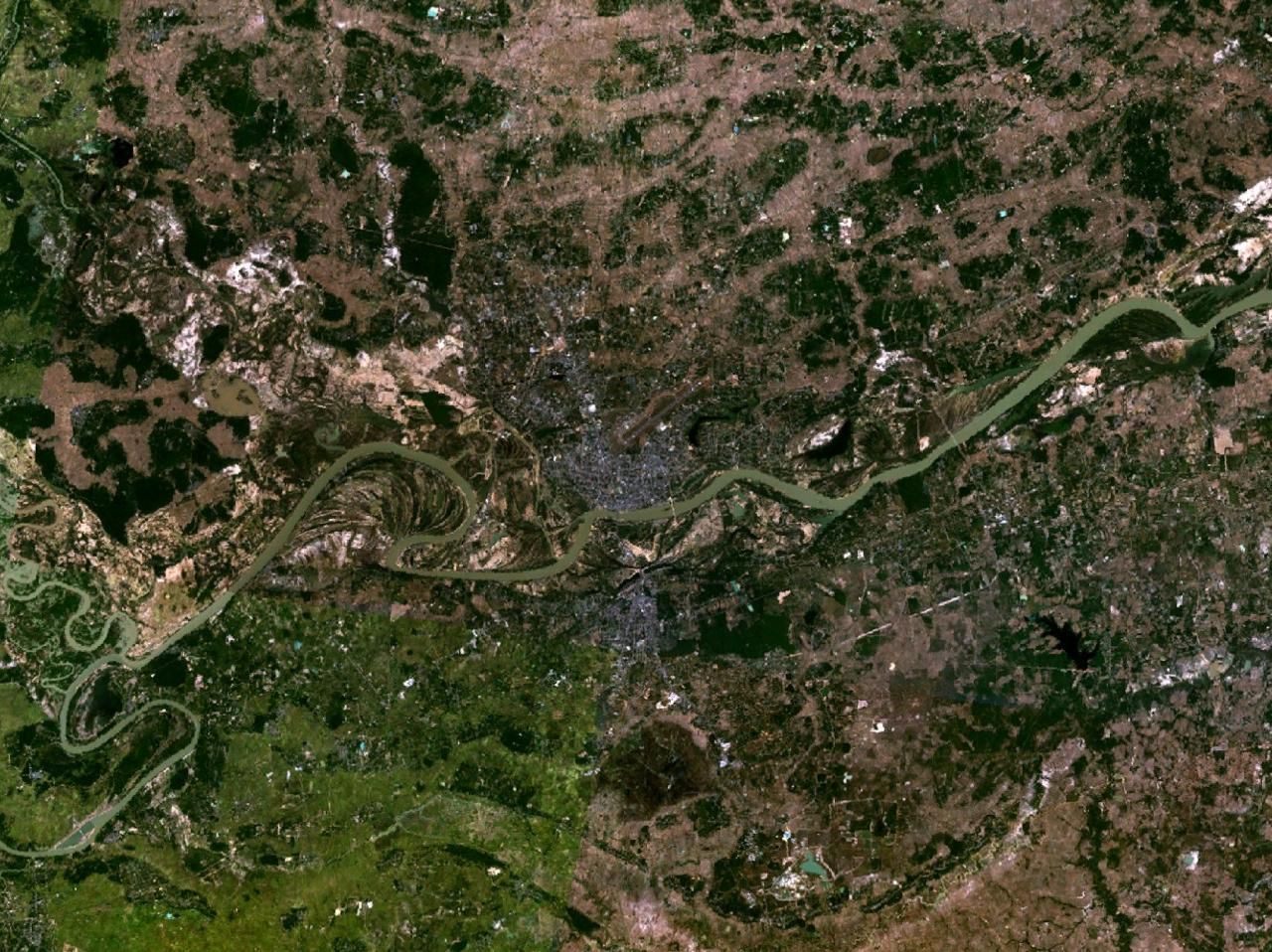
Satellietfoto van Ubon en omgeving